# Tectininus nodulosus
Tectininus nodulosus är en snäckart som först beskrevs av Ludwig Pfeiffer 1839.  Tectininus nodulosus ingår i släktet Tectininus och familjen strandsnäckor. Inga underarter finns listade i Catalogue of Life.